# Marvel Television
Marvel Television va ser una productora de televisió estatunidenca responsable de programes de televisió d'acció en imatge real i animació (a través de Marvel Animation) i sèries directes a DVD basades en personatges de Marvel Comics. La divisió es va basar a la ubicació de la filial de Disney ABC Studios. Marvel Television també va col·laborar amb 20th Century Fox en la producció de programes basats en la franquícia X-Men com Legion i The Gifted. La divisió es va transferir a Marvel Studios de Marvel Entertainment l'octubre de 2019 i es va incorporar a la primera dos mesos després. Marvel Television s'utilitza actualment com a etiqueta.

## Rerefons
Marvel va llicenciar anteriorment uns quants personatges per a programes de televisió, i els programes d'animació tenien més èxit que els programes d'acció en imatge real. The Incredible Hulk (1978–1982), produïda per Universal Television i emesa a la CBS, va ser l'única sèrie de televisió d'acció en imatge real d'èxit de Marvel, amb cinc temporades. L'última sèrie de televisió, Blade: The Series, produïda per New Line Television (ara cessada i incorporada a Warner Bros. Television), es va cancel·lar després d'una temporada a Spike.
Les primeres llicències DE televisió d'acció en viu de Marvel van ser Per A Spider-Man amb el personatge en La Companyia Elèctricade la Spidey Super Stories segments (1974-1977), CBS The Amazing Spider-Man sèrie (1977-1979) Toeide la sèrie de Spider-Man sèrie (1978-1979) estil tòquio. The Amazing Spider-Man la CBS va retirar-se en qualificacions raonables, però va ser cancel·lada el 1979, ja que no volien ser coneguts com la cadena de "còmics", ja que ja havien tingut tres programes basats en còmics, optant per quedar-se amb The Incredible Hulc perquè tenia les millors qualificacions.
El 1978, Doctor Strange va tenir una pel·lícula de televisió per actuar com a pilot de manera similar a Spider-Man i Hulk. Captain America també va protagonitzar dos pilots el 1979, Captain America i Captain America II: Death Too Soon. Cap d'aquests pilots va ser recollit.
Després del final de The Incredible Hulk el 1982, els espectacles d'acció en imatge real de Marvel no van tornar fins al 1988 amb The Incredible Hulk Returns, dissenyat com a pilot de porta posterior per a Thor. A més, The Trial of the Incredible Hulk va actuar com a pilot de porta darrere de Daredevil, i The Death of the Incredible Hulk es va estrenar el 1990.
A la dècada de 1990 es van fer tres pilots directes, Power Pack, Generation X i Nick Fury: Agent of SHIELD, però cap d'ells va ser recollit per a sèries. Marvel va tenir més sort en sindicar les seves propietats a finals de la dècada de 1990 i principis dels 2000 amb Night Man i Mutant X, que van durar dues i tres temporades, respectivament. Aquest últim programa va desencadenar una demanda de la 20th Century Fox, que tenia els drets de la pel·lícula dels X-Men. Com a continuació de la sèrie de pel·lícules <i id="mwbg">Blade</i>, Blade: The Series es va crear per a televisió per cable, amb una durada d'una temporada el 2006.

## Història

### Divisió Enterteinment
El 28 de juny de 2010, Marvel Entertainment va anunciar l'inici de Marvel Television, juntament amb el nomenament de Jeph Loeb per dirigir la divisió com a vicepresident executiu, cap de televisió. L'octubre de 2010, es va anunciar que la primera sèrie de televisió d'acció en imatge real de Marvel Television per a ABC estaria centrada en Hulk, desenvolupada per Guillermo del Toro. El desembre de 2010, es va revelar que Melissa Rosenberg estava desenvolupant AKA Jessica Jones, basada en la sèrie de còmics Alias i centrada en Jessica Jones, per a ABC, destinada a emetre's el 2011 de la temporada de televisió 2011-2012.
A la San Diego Comic-Con International de 2011, Loeb va revelar, a més del projecte Hulk i AKA Jessica Jones, Marvel Television també tenia Cloak and Dagger i Mockingbird en desenvolupament a ABC Family. L'octubre de 2011, ABC Studios va vendre un guió de Punisher a Fox, que va donar al projecte un encàrrec per un episodi pilot. L'abril de 2012, Marvel Television va signar amb Creative Artists Agency per a la representació d'acció en imatge real. El maig de 2012, es va anunciar que el projecte Hulk no estava preparat per a la temporada 2012-2013, i possiblement ho seria per a la temporada 2013-2014. També es va anunciar que ABC havia cedit a AKA Jessica Jones.
El juliol de 2012, es va informar que Marvel havia tornat a discutir amb ABC per crear un espectacle ambientat a el Marvel Cinematic Universe, i l'agost de 2012, ABC va ordenar que Joss Whedon, Jed Whedon i Maurissa Tancharoen escrivissin un pilot dirigit per Joss Whedon, que es va convertir en Marvel's Agents of S.H.I.E.L.D. Es va ordenar oficialment la sèrie el 10 de maig de 2013. Al setembre de 2013, Marvel estava desenvolupant una sèrie inspirada en el Marvel One-Shot Agent Carter, amb Peggy Carter, amb Deadline informant que era una de les diverses sèries en desenvolupament a Marvel.
A l'octubre de 2013, Marvel estava preparant quatre sèries dramàtiques i una minisèrie, amb un total de 60 episodis, per presentar als proveïdors de serveis de vídeo a la carta i de cable, amb Netflix, Amazon i WGN America expressant interès. El novembre de 2013, es va anunciar que Disney oferiria a Netflix sèries d'acció en directe a partir del 2015, basades en Daredevil, Jessica Jones, Iron Fist i Luke Cage, donant lloc a una minisèrie basada en els Defenders. En resposta a l'anunci de Netflix, el CEO de Disney, Bob Iger, va dir que Daredevil, Luke Cage, Iron Fist i Jessica Jones podrien aparèixer en pel·lícula si les seves sèsies tenien èxit i que es va triar un altre canal ja que ABC i Disney XD no podien gestionar tots els espectacles de Marvel. Disney gastaria aproximadament 200 milions de dòlars en finançament per a les sèries. Els quatre programes de Netflix es desenvoluparien al Marvel Cinematic Universe.
També es va revelar el novembre de 2013 que el projecte Hulk anunciat per primera vegada el 2012 s'havia arxivat, i Loeb va dir, quan "vam veure el que Joss Whedon i Mark Ruffalo estaven creant a The Avengers, que era una solució millor". A més, Del Toro volia crear una visió més violenta del personatge del que ABC esperava aconseguir amb la sèrie. El 8 de maig de 2014, ABC va renovar oficialment Agents of S.H.I.E.L.D. per a una segona temporada i va ordenar Marvel's Agent Carter directament en sèrie, que més tard es va emetre el gener de 2015.
A principis d'abril de 2015, es deia que dos programes no especificats estaven en desenvolupament per emetre's a ABC: un era una sèrie derivada d' Agents of SHIELD centrada en Bobbi Morse (Adrianne Palicki) i Lance Hunter (Nick Blood), que s'estava desenvolupant per Bell i l'escriptor Paul Zbyszewski basat en històries que es van produir al final de la segona temporada, i rebria el seu propi pilot; i un altre amb l'escriptor i productor John Ridley. El 7 de maig de 2015, ABC va renovar Agents of SHIELD i Agent Carter per a una tercera i segona temporada, respectivament. A més, ABC també va transmetre la sèrie derivada d'Agents of SHIELD, encara que el president d'ABC Entertainment, Paul Lee, no va descartar tornar la sèrie derivada en el futur, i Lee també va confirmar que Ridley estava treballant en una propietat de Marvel per a ABC. També al maig, Iger va indicar que Disney veia potencial en la creació d'un servei de streaming dedicat al contingut de Marvel com una manera de "portar el producte... directament al consumidor".
L'agost de 2015, la sèrie derivada d'Agents of SHIELD va rebre una nova vida com a sèrie reelaborada, titulada Marvel's Most Wanted, amb una comanda pilot. Bell i Zbyszewski van tornar a desenvolupar la sèrie, alhora que van servir com a coguionistes del pilot, productors executius i showrunners, amb Loeb també com a productor executiu. La sèrie encara es centraria en Morse i Hunter, amb Palicki i Blood tots dos units, però ja no pretenia ser una veritable sèrie derivada d' Agents of SHIELD com es creia anteriorment, sinó que "es descriu com una nova presa centrada en el mateix duet" i les seves contínues aventures".
A finals d'agost de 2015, la filial cinematogràfica de Marvel Entertainment, Marvel Studios, es va integrar a The Walt Disney Studios, deixant Marvel Television i Marvel Animation (abans part de Marvel Studios) sota el control de Marvel Entertainment i el CEO Isaac Perlmutter.
L'octubre de 2015, ABC va ordenar un pilot per a una sèrie de comèdia d'acció en directe de mitja hora de durada Damage Control, basada en l'empresa constructora dels còmics del mateix nom. La sèrie estava sent desenvolupada per Ben Karlin. Més tard al mes, FX va encarregar un pilot per a Legion, sobre David Haller, un jove que pot ser més que humà. El pilot va ser produït per FX Productions (FXP) i Marvel Television, amb FXP encarregant-se de la producció física. També a l'octubre, Fox Broadcasting Company va anunciar que 20th Century Fox Television i Marvel Television estaven desenvolupant una sèrie titulada Hellfire Club, basada en la societat secreta dels còmics del mateix nom.
El gener de 2016, Lee va declarar que el pilot Most Wanted començaria la producció "en els propers mesos" i va anunciar que una segona sèrie de comèdia de Marvel estava en desenvolupament a més de Damage Control. També al gener, Netflix estava en les primeres etapes de desenvolupament d'una sèrie de televisió de Punisher protagonitzada per Jon Bernthal, que va aparèixer a la segona temporada de Daredevil. Es va revelar més informació sobre la sèrie Legion, incloent que a més del pilot, FX havia encarregat diversos guions i que no tindria lloc a l'univers cinematogràfic X-Men establert sinó en un univers paral·lel. En cas de recollir la sèrie, constaria de 10 episodis i s'espera que s'emeti el 2016.
L'abril de 2016 la cadena propietat d'ABC Freeform va donar llum verda a Cloak & Dagger amb una comanda directa a la sèrie com el primer treball de Marvel amb ABC Signature. La sèrie, que es troba a l'MCU es va estrenar el 2018. A finals de mes, Marvel i Netflix van recollir oficialment la sèrie, Punisher, amb Bernthal adjunt per repetir el seu paper de personatge principal. El maig de 2016, ABC va cancel·lar Agent Carter i va declinar el pilot per a Most Wanted.
Al juliol De 2016, Fox i Marvel van anunciar una ordre de pilot per a una sèrie sense títol desenvolupada per Matt Nix. La sèrie, que seria produïda per 20th Century Fox i Marvel, amb 20th Century Fox manejant la producció física, se centrava en dos pares ordinaris que descobreixen que els seus fills tenen poders mutants, obligant-los a fugir del govern i unir-se a una xarxa subterrània de mutants. Nix actuaria com a productor executiu juntament amb Bryan Singer, Lauren Shuler Donner, Simon Loeb I Jim Chory. També es va revelar que Hellfire Club ja no es desenvoluparia.
El mes següent, es va anunciar que Runaways havia rebut una comanda de pilot, juntament amb guions addicionals, del servei de streaming Hulu, basat en l'equip del mateix nom. El pilot va ser escrit per Josh Schwartz i Stephanie Savage, que també actuen com a productors executius i showrunners. A finals de mes, la divisió i ABC Studios estaven desenvolupant una sèrie de comèdia de mitja hora basada en els New Warriors amb Squirrel Girl, amb la sèrie oferida a les xarxes de cable i a les xarxes de streaming. L'abril de 2017, Freeform va anunciar una comanda directa per a la sèrie d'acció en directe de mitja hora, Marvel's New Warriors, amb la primera temporada, que constaria de 10 episodis, que s'emetria el 2018. Al maig de 2017, Hulu va ordenar a Runaways una sèrie de 10 episodis per estrenar-se el 21 de novembre de 2017.
El novembre de 2016, Marvel Television i IMAX Corporation van anunciar Inhumans, que es produiria conjuntament amb ABC Studios i que s'emetria a ABC. La sèrie, cofinançada per IMAX, va veure els dos primers episodis i seleccionades seqüències d'acció posteriors filmades amb càmeres digitals IMAX, i va tenir versions dels dos primers episodis a IMAX a partir de l'1 de setembre de 2017, durant dues setmanes, abans d'estrenar-se a ABC el 29 de setembre.
El maig de 2017, Fox va encarregar la sèrie de televisió Matt Nix, ara titulada The Gifted, i FXX va fer una comanda de sèrie per a una sèrie d'animació per a adults basada en Deadpool, que seria coproduïda per Marvel Television, FX Productions. i ABC Signature Studios. Donald Glover i el seu germà Stephen Glover servirien com a showrunners, productors executius i guionistes de la sèrie. A l'agost de 2017, el vicepresident sènior de programació original Karim Zreik va indicar que Marvel Television estava treballant amb ABC en un programa centrat en dones "a l'estil de Jessica Jones ". Al novembre de 2017, Disney estava desenvolupant una sèrie Marvel específicament per al seu llançament al seu nou servei de streaming Disney+, que tenia previst llançar abans de finals de 2019. Al març de 2018, la sèrie Deadpool ja no estava en desenvolupament. Al maig de 2018, ABC va cancel·lar Inhumans després d'una temporada. Al setembre, Allan Heinberg va començar a desenvolupar una sèrie Marvel per a ABC sobre superheroines.
L'octubre de 2018, Netflix va cancel·lar tant Iron Fist com Luke Cage, cadascun després de dues temporades, seguida de la cancel·lació de Daredevil al novembre després de tres temporades. Luke Cage va ser cancel·lada a causa dels termes financers de la tercera temporada, mentre que Daredevil es va deure a que Netflix que buscava finançar les seves pròpies propietats. Kevin Mayer, president de Walt Disney Direct-to-Consumer and International, va indicar que consideraria el programa per a Disney+, però el pacte Netflix-Marvel TV restringeix l'aparició dels quatre personatges originals de qualsevol sèrie que no sigui de Netflix per dos anys després de ser cancel·lat. Així, el 2020 seria el primer que es podrien reviure els espectacles a Disney+.
Al febrer de 2019, es va anunciar que Legion acabaria després de la seva tercera temporada. També es va revelar que la sèrie de Heinberg no avançaria a ABC. A més, Hulu va encarregar quatre sèries d'animació per a adults de Marvel que van conduir a un especial crossover titulat The Offenders, totes produïdes per Loeb. Hulu també va expressar interès a reviure les sèries cancel·lades de Netflix. Després Netflix va cancel·lar tant Jessica Jones com The Punisher. L'agost de 2019, Loeb va revelar que Marvel Television estava treballant en sèries per al servei de streaming de Disney+.

### Divisió de Studios
L'octubre de 2019, el president de Marvel Studios, Kevin Feige, va rebre el títol de director creatiu de Marvel, i supervisaria Marvel Television i Marvel Family Entertainment (animació), ambdós col·locats sota el segell de Marvel Studios. Amb la promoció de Feige, s'esperava que Loeb deixés el seu càrrec com a cap de Marvel Television per Acció de Gràcies. Més tard, el 10 de desembre, Marvel Television es va incorporar a Marvel Studios, que va heretar tots els programes de Marvel Television que estaven en desenvolupament en aquell moment, i no es considerava cap sèrie nova de Marvel Television. El gener de 2022, el cap de contingut de Hulu, Craig Erwich, va declarar que les temporades addicionals de MODOK i Hit Monkey, les dues sèries restants de Marvel Television, serien determinades únicament per l'equip de Marvel Studios.

## Biblioteca de producció

### Sèries
Totes les sèries formen part del Marvel Cinematic Universe, tret que s'indiqui el contrari.
| Sèrie                       | Emès      | Temporades | Socis de producció | Xarxa original | Notes |
| --------------------------- | --------- | ---------- | --- | -------------- | --- |
| Agents de SHIELD            | 2013-2020 | 7          | - ABC Studios - Mutant Enemy Productions                                                                                            | ABC            | |
| Agent Carter                | 2015–2016 | 2          | - ABC Studios - F&B Fazekas & Butters                                                                                               | ABC            | |
| Daredevil                   | 2015–2018 | 3          | - ABC Studios - DeKnight Productions (temporada 1) - Goddard Textiles                                                               | Netflix        | |
| Jessica Jones               | 2015–2019 | 3          | - ABC Studios - Tall Girls Productions                                                                                              | Netflix        | |
| Luke Cage                   | 2016–2018 | 2          | Estudis ABC | Netflix        | |
| Agents of SHIELD: Slingshot | 2016      | 1          | Estudis ABC | ABC.com        | Mini episodis (3-6 minuts) |
| Legion                      | 2017-2019 | 3          | - FX Productions - The Donners' Company - Bad Hat Harry Productions (temporada 1) - Kinberg Genre - 26 Keys Productions             | FX             | Part de la franquícia X-Men, no del Marvel Cinematic Universe                                                                                      |
| Iron Fist                   | 2017–2018 | 2          | - ABC Studios - Devilina Productions (temporada 1)                                                                                  | Netflix        | |
| The Defenders               | 2017      | 1          | - ABC Studios - Nine and a Half Fingers, Inc. - Goddard Textiles                                                                    | Netflix        | Minisèrie |
| Inhumans                    | 2017      | 1          | - ABC Studios - Devilina Productions - IMAX Entertainment (financer)                                                                | ABC            | Les versions dels dos primers episodis es van projectar als cinemes IMAX                                                                           |
| The Gifted                  | 2017-2019 | 2          | - 20th Century Fox Television - The Donners' Company - Bad Hat Harry Productions - Kinberg Genre - Flying Glass of Milk Productions | Guineu         | Part de la franquícia X-Men, no del Marvel Cinematic Universe                                                                                      |
| The Punisher                | 2017-2019 | 2          | - ABC Studios - Bohemian Risk Productions                                                                                           | Netflix        | |
| Runaways                    | 2017-2019 | 3          | - ABC Signature Studios - Fake Empire Productions                                                                                   | Hulu           | |
| Cloak &amp; Dagger          | 2018-2019 | 2          | - ABC Signature Studios - Wandering Rocks Productions                                                                               | Forma lliure   | |
| Helstrom                    | 2020      | 1          | - ABC Signature Studios - Lone Lemon Entertainment                                                                                  | Hulu           | Inicialment volia compartir continuïtat amb l'univers cinematogràfic Marvel, però el showrunner Paul Zbyszewski va aclarir com a sèrie independent |
| M.O.D.O.K.                  | 2021      | 1          | - 10k - Multiverse Cowboy - Stoopid Buddy Stoodios                                                                                  | Hulu           | No forma part de l'univers cinematogràfic Marvel                                                                                                   |
| Hit-Monkey                  | 2021      | 1          | - Speck Gordon Inc. - Floyd County Productions                                                                                      | Hulu           | No forma part de l'univers cinematogràfic Marvel                                                                                                   |

### Pilots
| Títol                | Any  | Soci de producció     | Xarxa original | Notes |
| -------------------- | ---- | --------------------- | -------------- | --- |
| Marvel's Most Wanted | 2016 | Estudis ABC           | ABC            | Destinat com a part de l'Marvel Cinemait Universe però no ordenat com a sèrie                                                   |
| New Warriors         | 2017 | ABC Signature Studios | N/D            | Creat com a part de l'univers cinematogràfic Marvel i desenvolupat originalment per a Freeform però no va trobar una xarxa nova |